# Free (Natalia-Kills-Lied)
Free (engl. für „frei“) ist ein Popsong der englischen Sängerin Natalia Kills aus dem Album Perfectionist. Der Titel behandelt die Themen Konsum und Luxus.

## Hintergrund
Free wurde am 11. September 2011 als zweite Single von Kills in Großbritannien veröffentlicht. Es handelt sich um eine iTunes-EP mit verschiedenen Versionen des Liedes, unter anderem mit Beteiligung von will.i.am, sowie zwei Remixe. Das Artwork ist im Magazinstil gehalten. Polydor Records, die Kills in Großbritannien repräsentieren, entschieden sich gegen die Veröffentlichung von Wonderland als Single in Großbritannien und haben stattdessen beschlossen, das Album Perfectionist durch die Veröffentlichung von Free eine Woche vor der des Albums zu bewerben.

## Arrangement
Free basiert auf einem Riff-Sample aus Kate Bushs Wuthering Heights. Zur Singleversion trug will.i.am zwei Rap-Passagen bei.

## Rezeption
Laut.de bescheinigt dem Lied „niedriges Niveau“ und kritisiert, es sei „inhaltlich in den Tiefen“ von Kesha, weil es „ungezügeltes Shopping als Sinnbild für die Freiheit“ darzustellen versuche.

## Charts
| ChartsChartplatzierungen | Höchstplatzierung | Wochen |
| ------------------------ | ----------------- | ------ |
| Deutschland (GfK)        | 15 (19 Wo.)       | 19     |
| Österreich (Ö3)          | 4 (17 Wo.)        | 17     |

| ChartsJahrescharts (2011) | Platzierung |
| ------------------------- | ----------- |
| Deutschland (GfK)         | 89          |
| Österreich (Ö3)           | 54          |